# Club Balonmano Leganés
El Club Balonmano Leganés es un equipo de balonmano de la ciudad de Leganés.

## Historia
Una de las escuelas del balonmano femenino español, fundado en 1972 y refundado en 2004, fue uno de los equipos de la División de Honor durante 30 años. Dirigido al inicio de su historia por Antonio Montalvo, le sustituyó Antonio Alonso, que presidió también la ABF (Asociación de Clubes de Balonmano Femenino). 
En los años 80-90 fue uno de los equipos que intentaban hacer frente al todopoderoso Iber Valencia consiguiendo cuatro subcampeonatos de Copa de la Reina (1983, 1988, 1994, 1995).  
La primera aparición del Balonmano Leganés, con el nombre de GM Leganés, en la máxima competición nacional es en la temporada 1980-81, ocupando al final del campeonato la sexta posición. 
En la temporada 1998-99 consiguió su mejor clasificación, con un segundo puesto de la División de Honor Femenina. Su primera clasificación para competición europea, la Recopa de Europa, fue tras la temporada 1987-88 en su condición de subcampeón de Copa de la Reina. Además se clasificó varias veces para disputar la Copa IHF o la Copa City (1999-00). 
En la temporada 2000-01 empezó a tener problemas deportivos y jugó por primera vez el grupo por el descenso, consiguiendo mantener la categoría dos temporadas seguidas. Pero en la temporada 2003-04 descendió a División de Honor Plata tras 22 temporadas en División de Honor Femenina. 

### La refundación
Desde el 2004, año en el que el club se refundó, dirige el equipo Pilar Claudia Sáez. En aquél año el Club Juventud Leganés cedió los derechos federativos a este nuevo club y se integró posteriormente en él. Se inició la temporada con solo 4 equipos masculinos (infantil, cadete, juvenil y senior) y 70 jugadores. Tras la integración del Club Juventud Leganés aportó cinco equipos femeninos a la estructura. En pocos años la sección femenina se convirtió en nueva proveedora de jugadoras a las selecciones nacionales inferiores.

### Actualidad
En el 2019, coincidiendo con el decimoquinto aniversario, el club cambió de escudo y dio el pregón de inicio de las Fiestas de Leganés. Más de 400 jugadores y 16 equipos forman el club, con dos puntas de lanza, los equipos sénior, que militan en la División de Honor Plata femenina y en la Primera Nacional masculina.

### Cantera
La cantera del Club Balonmano Leganés, participa en las competiciones de la Federación Madrileña de Balonmano cosechando éxitos varios.
| Categoría          | Campeonato                                                                 | Subcampeonato                 | Tercer Clasificado   |
| ------------------ | -------------------------------------------------------------------------- | ----------------------------- | -------------------- |
| Juvenil Masculino  | 1 (1992/93)                                                                | 2 (1991/92, 1995/96)          | 2 (1990/91, 1993/94) |
| Juvenil Femenino   | 8 (1988/89, 1990/91, 1991/92, 1992/93, 1993/94, 1994/95, 1995/96, 1996/97) | 1 (1989/90)                   | 0                    |
| Cadete Masculino   | 1 (1990/91)                                                                | 3 (1989/90, 1992/93, 1993/94) | 1 (1988/89)          |
| Cadete Femenino    | 6 (1988/89, 1990/91, 1991/92, 1992/93, 1993/94, 1994/95)                   | 1 (1995/96)                   | 1 (1996/97)          |
| Infantil Masculino | 1 (1990/91)                                                                | 1 (1992/93)                   | 0                    |
| Infantil Femenino  | 3 (1988/89, 1991/92, 1992/93)                                              | 2 (1990/91, 1996/97)          | 1 (1995/96)          |

| Categoría          | Campeonato           | Subcampeonato                          | Tercer Clasificado                              |
| ------------------ | -------------------- | -------------------------------------- | ----------------------------------------------- |
| Juvenil Masculino  | 1 (2006/07)          | 2 (2007/08, 2023/24)                   | 5 (2005/06, 2009/10, 2013/14, 2020/21, 2024/25) |
| Juvenil Femenino   | 1 (2024/25)          | 2 (2008/09, 2020/21)                   | 3 (2005/06, 2013/14, 2018/19)                   |
| Cadete Masculino   | 2 (2018/19, 2024/25) | 2 (2008/09, 2010/11)                   | 2 (2011/12, 2021/22)                            |
| Cadete Femenino    | 1 (2023/24)          | 4 (2005/06, 2006/07, 2017/18, 2024/25) | 0                                               |
| Infantil Masculino | 0                    | 0                                      | 4 (2009/10, 2018/19, 2022/23, 2024/25)          |
| Infantil Femenino  | 0                    | 4 (2009/10, 2012/13, 2016/17, 2024/25) | 2 (2008/09, 2015/16)                            |
| Alevín Masculino   | 0                    | 3 (2009/10, 2017/18, 2021/22)          | 0                                               |
| Alevín Femenino    | 1 (2023/24)          | 0                                      | 0                                               |

## Patrocinadores
En la temporada 1990-91 entró la firma de supermercados Alcampo a patrocinar al club. En la temporada 1996-97 fue el centro comercial Parquesur el que puso su nombre al equipo madrileño durante solo una campaña. La marca de helados leganense Royne entró en la temporada 1997-98 y se mantuvo hasta la temporada 2004 (en la 2001-02 llevó el nombre de Miko) 
- 1990-96: Alcampo
- 1996-97: Parquesur
- 1997-04: Royne
- 2018-20: Jesmon
- 2020-23: +Ventosas

## Integrantes históricas
Las históricas Mari Carmen García Navarro, Dolores Ruiz de Assín o Rosa María Muñoz, Belén Soto, Ana Toledano, Luisa Martín y Montaña Alonso se juntan con las jugadoras de finales del siglo XX Raquel Vizcaíno, Begoña Sánchez, Maru Sánchez, Lydia Montes o Patricia Alonso. En los últimos años, con la no participación del equipo en las máximas categorías del balonmano español ha sido más complicado destacar pero Ana Toledano en el equipo femenino o en el plantel masculino jugadores como Juan del Arco o Carlos Donderis iniciaron su carrera en el club madrileño.

## Balonmano playa
Participa también en encuentros de balonmano playa.

## Integración
En el año 2013 se pusieron los cimientos de lo que en 2014 se materializó: un equipo de balonmano junto a ADFYPSE ("Asociación de Trabajadores y Pensionistas de Standard Eléctrica Afectados de Deficiencias" hoy conocida como Fundación Amás).